# Wojciech Załuski
Wojciech Załuski (né le 5 avril 1960 à Załuski-Lipniewo en Pologne) est un prélat catholique polonais, nonce apostolique en Malaisie (en) et au Timor oriental (en) depuis 2020 après avoir occupé la même fonction au Burundi pendant 6 ans.

## Biographie

### Enfance et études
Il est né à Załuski-Lipniewo, dans le centre-est de la Pologne, le 5 avril 1960. Il est diplômé en droit canonique.

### Prêtre
Le 1er juin 1985, il est ordonné prêtre pour le diocèse de Łomża. Il entre au service diplomatique du Saint-Siège le 1er juillet 1989 et est en poste dans plusieurs représentations diplomatiques du Saint-Siège.

### Nonce apostolique
Le 15 juillet 2014, il est nommé nonce apostolique au Burundi, et reçoit le titre d’archevêque titulaire de Diocletiana (de). Il est consacré le 9 août par Pietro Parolin, le cardinal secrétaire d'État avec comme co-consécrateurs Janusz Stepnowski (pl) et Miguel Maury Buendía.
Il est transféré comme nonce apostolique en Malaisie (en) et au  Timor oriental (en) et délégué apostolique à Brunei (en) le 29 septembre 2020.